# Ђови Монтена (Салерно)
Ђови Монтена је насеље у Италији у округу Салерно, региону Кампанија.
Према процени из 2011. у насељу је живело 59 становника. Насеље се налази на надморској висини од 192 м.